# The Kingston Trio
The Kingston Trio är en amerikansk folkmusiksångstrio som bildades 1957 i Palo Alto i Kalifornien.

## Medlemmar
Originalbesättning
- Dave Guard (f. Donald David Guard 19 november 1934 i San Francisco, Kalifornien – d. 22 mars 1991 i Strafford County, New Hampshire) – gitarr, banjo, bouzouki, sång (1957–1961)
- Nick Reynolds (f. Nicholas Wells Reynolds 27 juli 1933 i San Diego, Kalifornien – d. 1 oktober 2008 i San Diego) – gitarr, slagverk, sång (1957–1967, 1988–1998)
- Bob Shane (f. Robert Castle Schoen i Hilo, Hawaii 1 februari 1934) – d. 26 januari 2020)  gitarr, banjo, sång (1957–2004)

Senare medlemmar
- John Stewart (f. 5 september 1939 i San Diego – d. 19 januari 2008 i San Diego) – gitarr, banjo, munspel, sång (1961–1967)
- Pat Horine (f. 6 april 1945 Lexington, Kentucky – d. 4 augusti 2004 i Lexington) – gitarr, sång (1968–1973)
- Jim Connor (f. 12 juni 1938 i Gadsen, Atlanta – banjo, sång (1968–1973)
- Roger Gambill (f. 28 juni 1942 – d. 20 mars 1985) – gitarr, sång (1973–1985)
- Bob Haworth (f. 9 oktober 1946 i Spokane, Washington) – gitarr, basgitarr, sång (1985–1988, 1999–2005)

Nuvarande medlemmar
- Bill Zorn (f. 18 maj 1948 i Bridgeport, Connecticut) – banjo, gitarr, basgitarr, sång (1973–1976, 2004–)
- George Grove (f. 9 oktober 1947 i Hickory, North Carolina)  – banjo, gitarr, sång (1976–)
- Rick Dougherty (f. 1948 i La Grange, Illinois) – gitarr, sång (2005–)

## Diskografi
Album
- The Kingston Trio (1958)
- From the hungry i (1959)
- Stereo Concert (1959)
- At Large (1959)
- Here we Go Again (1959)
- Sold Out (1960)
- String Along (1960)
- The Last Month of the Year (1960)
- Make Way (1961)
- Goin' Places (1961)
- Close Up (1961)
- College Concert (1962)
- Something Special (1962)
- New Frontier (1962)
- #16 (1963)
- Sunny Side (1963)
- Time to Think (1963)
- Back in Town (1964)
- Nick Bob John (1964)
- Stay Awhile (1965)
- Something Else (1965)
- Children of the Morning (1966)

Samlingsalbum

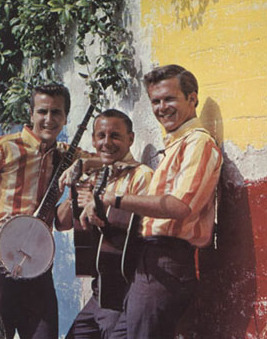
The Kingston Trio 1963. Från vänster: John Stewart, Nick Reynolds och Bob Shane.

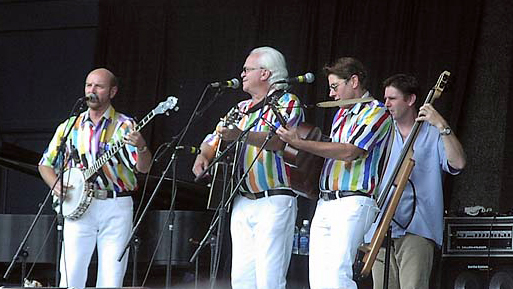
The Kingston Trio 2003. Från vänster: George Grove, Bob Shane, Bobby Haworth (och basist Paul Gabrielson).

- The Capitol Years (1995) (4-CD-box 1958 - 1966)
- The Guard Years (1997) (10-CD-box komplett 1958 - 1961)
- The Stewart Years (2000) (10-CD-box komplett 1961 - 1966)

Hitsinglar
- "Scarlet Ribbons (For Her Hair)" (1958)
- "Tom Dooley" (1958)
- "Where Have All the Flowers Gone" (1962)
- "Greenback Dollar" (1963)